# Harold Tünnemann
Harold Tünnemann (* 1943) ist ein deutscher Sportwissenschaftler und Ringerfunktionär.

## Leben
Tünnemann begann im Alter von 14 Jahren mit dem Ringen, in den 1950er Jahren gehörte er der Ringermannschaft von Traktor beziehungsweise Dynamo Schwerin sowie in den 1960er Jahren des SC DHfK Leipzig an.
Tünnemann war als Wissenschaftler am Forschungsinstitut für Körperkultur und Sport (FKS) in Leipzig tätig und leitete zwischen 1970 und 1979 die Forschungsgruppe Ringen. 1970 veröffentlichte er gemeinsam mit Klaus Meinelt das Werk „Zu Fragen der Strategie im Freien und Klassischen Ringkampf“. In seiner 1970 abgeschlossenen Doktorarbeit beschäftigte sich Tünnemann mit der Anwendung der mathematischen Spieltheorie im Ringen. Als Funktionär im Ringen gehörte er ab 1974 unterschiedlichen Ausschüssen des Weltverbandes an, nämlich den Trainer-, Kampfrichter- und Wissenschaftskommissionen. Er erdachte den Videobeweis im Ringen, der bei den Olympischen Sommerspielen 1996 dann erstmals eingesetzt wurde. Tünnemann behandelte in seiner Dissertation B das Thema trainingsmethodischer Empfehlungen für die Kampfsportarten Boxen, Fechten, Judo und Ringen. Dem Nachrichtenmagazin Der Spiegel mit Berufung auf in der DDR geheimgehaltenen Akten zufolge nahm Tünnemann im Januar 1975 an einer FKS-Sitzung teil, an der erstmals das Thema Anabolika erörtert wurde und nahm demnach ebenso im März 1978 an einem Seminar teil, bei dem es um den Einsatz von Anabolika bei Kampfsportlern ging. Dem Sporthistoriker Giselher Spitzer mit Berufung auf Akten aus der Stasi-Unterlagenbehörde zufolge trug ein aus dem FKS stammendes Dokument zum Einsatz von Dopingmitteln namens „Optimaler UM-Einsatz zu den Olympischen Spielen 1980“ Tünnemanns Unterschrift. Tünnemann bestritt eine Verstrickung in das DDR-Doping und betonte, „weder wissenschaftlich noch in irgendeiner Weise praktisch in das Anabolika-Dopingsystem der DDR eingebunden“ gewesen zu sein. Im Juni 2002 setzte der Deutsche Sportbund eine Untersuchungskommission ein, um die gegen Tünnemann gerichteten Vorwürfe zu beleuchten.
Da das Ministerium für Staatssicherheit in Tünnemanns Wohnung Unterlagen aus dem FKS fand, deren Entfernung aus dem Forschungsinstitut verboten war, wurde er 1979 wegen Hochverrat angeklagt. Tünnemann wurde zu einer eineinhalbjährigen Bewährungsstrafe verurteilt. Tünnemann war es nach der Verurteilung fortan nur noch gestattet, niederrangige Forschungsarbeiten zu unternehmen. Gemeinsam mit Jürgen Hartmann veröffentlichte er 1980 das Werk „Überall Ringen eine Anleitung für jedermann“, war im selben Jahr Mitverfasser von „Ringen. Ein Lehrbuch für Trainer, Übungsleiter und Aktive“ und gab 1986 wieder mit Hartmann das Buch „Modernes Krafttraining“ heraus. 1989 und 1990 engagierte sich Tünnemann politisch im Neuen Forum und war dessen sportpolitischer Sprecher. Ende Februar 1990 machte ihn DDR-Ministerpräsident Hans Modrow zum stellvertretenden Leiter des Amtes für Jugend und Sport, Tünnemann wurde vor dem Ende der DDR dann ab Mai 1990 der letzte Direktor des Forschungsinstituts für Körperkultur und Sport (FKS). 1991 brachte er das Buch „100 Jahre Ringkampfsport in Deutschland internationale Auswahlbibliografie Ringkampf 1891 - 1991; Training, Wettkampf, Wissenschaft“ heraus. Nachdem das FKS in das neu gegründete, gesamtdeutsche Institut für Angewandte Trainingswissenschaft (IAT) überführt worden war, wurde Tünnemann am IAT Leiter der Fachgruppe Technik-Taktik.
Er war Mitglied des Nationalen Olympischen Komitees für Deutschland (NOK) (1990 bis Oktober 2002) und Vizepräsident des Deutschen Ringer-Bundes (DRB). Vom Ringerweltverband FILA wurde Tünnemann in dessen Ruhmeshalle aufgenommen und mit dem Verdienstorden des Verbandes ausgezeichnet.